# Пхопху
Пхопху (лао. пху — гора) — пхо, 18-я буква лаосского алфавита, обозначает придыхательный глухой губно-губной взрывной согласный. В слоге может быть только инициалью, относится к согласным аксонтам (нижний класс) и может образовать слоги, произносимые 2-м, 3-м, 4-м и 6-м тоном. В тайском алфавите соответствует 30-й букве пхопхан — พ, в туа-тхам проецируется на букву , в шанском алфавите проецируется на букву пхапхинг — .

## Ваййакон (грамматика)
- Пхаонг — лаксананам для особо почитаемых людей и объектов.